# Delias fascelis
Delias fascelis är en fjärilsart som beskrevs av Jordan 1912. Delias fascelis ingår i släktet Delias och familjen vitfjärilar. Inga underarter finns listade i Catalogue of Life.